# آیشا تاکیا
آیِشا تاکیا (انگلیسی: Ayesha Takia) (زاده ۱۰ آوریل ۱۹۸۶) بازیگر اهل کشور هند است. از فیلم‌هایی که وی در آنها ظاهر شده‌است می‌توان به وجه نقد اشاره کرد.

## فیلم‌شناسی
فهرست برخی از فیلم‌هایی که آیشا تاکیا در آنها به ایفای نقش پرداخته‌است:
- وجه نقد
- تحت تعقیب
- تصویر ۸×۱۰
- یکشنبه
- ازدواج شماره ۱
- آخر حماقت
- تارزان
- مدرسه
- دل بیشتر می‌خواد
- رشته
- سیگار کشیدن ممنوع
- چی می‌شد اگه
- تحویل در منزل
- مسیر نو
- بزن قدش
- چه داستان عاشقانه‌ای
- قبل از عروسی
- سوپر
- فکر نکرده بود